# St. Teresa (Heidelberg-Ziegelhausen)

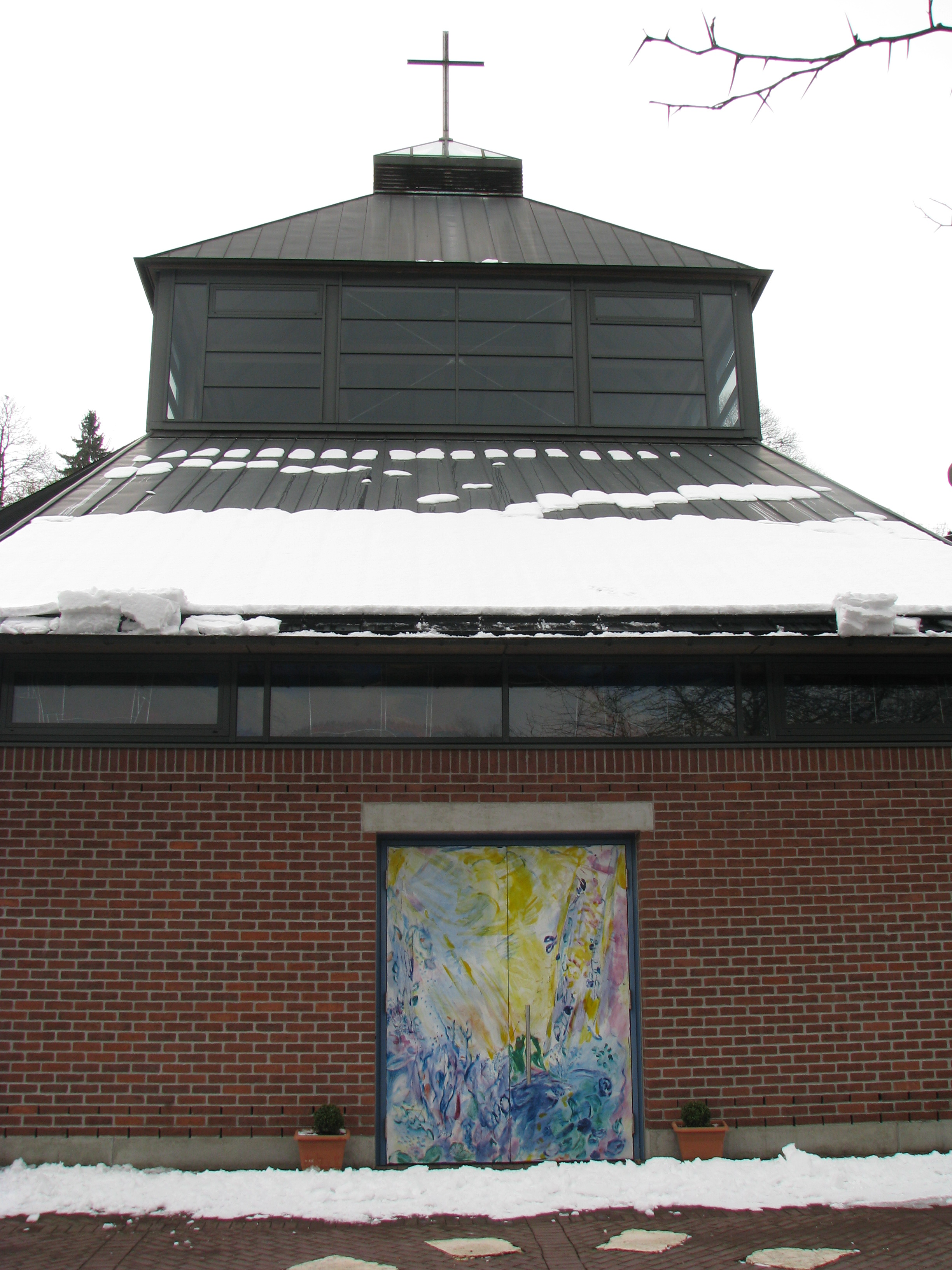
St. Teresa

St. Teresa ist die katholische Pfarrkirche des Heidelberger Stadtteils Ziegelhausen, die 1995–1997 als Ersatz für die alte Laurentiuskirche errichtet wurde. Sie ist der heiligen Teresa von Ávila geweiht.

## Geschichte
Die erste katholische Kirche im 1975 nach Heidelberg eingemeindeten Dorf Ziegelhausen wurde ab 1737 als kleine barocke Saalkirche erbaut und 1742 geweiht. Die Laurentiuskirche im alten Dorfkern nahe dem Neckar wurde 1876 erweitert, wurde aber im 20. Jahrhundert für die gewachsene Gemeinde endgültig zu klein. Ab den 1960er Jahren gab es daher Planungen für einen Neubau weiter oben am Hang. Als erster Bauabschnitt wurden 1972 bis 1975 das Pfarrhaus und das Gemeindehaus errichtet. Erst rund zwanzig Jahre später folgte der Bau der Kirche, die von 1995 bis 1997 nach Plänen von Werner Wolf-Holzäpfel, dem damaligen stellvertretenden Leiter des Erzbischöflichen Bauamts Heidelberg, errichtet wurde. Am 21. Dezember 1997 weihte der Freiburger Erzbischof Oskar Saier die neue Kirche, die sich schräg gegenüber der 1975 errichteten evangelischen Versöhnungskirche befindet. Die Laurentiuskirche wurde daraufhin profaniert.
Die Pfarrgemeinde Ziegelhausen bildet seit 2007 zusammen mit der Pfarrei Heilig Geist in der Altstadt und der Pfarrei Schlierbach die Seelsorgeeinheit Heidelberg-Neckartal.

## Beschreibung

### Architektur
Die Kirche ist ein Zentralbau mit einem sechseckigen Grundriss (der Hälfte eines Achtecks). Über dem Altarbereich erhebt sich die Glockenstube, die von einem Zeltdach bekrönt wird. Der Entwurf lehnt sich dabei an mittelalterliche Chorturmkirchen, aber auch an frühchristliche und mittelalterliche Zentralbauten wie Santa Constanza in Rom oder die Pfalzkapelle Karls des Großen in Aachen an. Der Kirchenbau aus Sichtbeton und Vormauerklinker bildet in den verwendeten Materialien eine Einheit mit dem früher erbauten Gemeindezentrum, hebt sich andererseits durch die steilen Dächer und den turmartigen Aufsatz als Sakralbau deutlich davon ab. Das als Paradiestür gestaltete Portal in Emailtechnik stammt von Hanspeter Münch.

### Ausstattung
Die Kirchenbänke sind halbkreisförmig um den Altarbereich angeordnet, der das Licht von oben durch die nach unten verglaste Glockenstube erhält. Altar, Altarkreuz, Tabernakel und der Ambo mit der Figur des ruhenden Propheten Elija wurden von Bernd Stöcker aus Kalkstein gehauen, der aus der Nähe von Hebron stammt. Über dem Altar befindet sich das großformatige abstrakte Altarbild von Hanspeter Münch zum Thema der Verklärung des Herrn.
Um den ganzen Raum läuft ein schmales Fensterband, das von Hanspeter Münch in kräftigen Rot-, Gelb- und Blautönen gestaltet wurde und sich auf das Leben des Elija bezieht. Darunter befindet sich der von Bernd Stöcker in Stein gehauene Kreuzweg. Vom selben Künstler stammen der Taufstein und die Weihwasserbecken.
Ebenfalls von Hanspeter Münch wurden die vier „Teresenfenster“ zwischen dem Kirchenraum und der Werktagskapelle geschaffen, die drei Heiligen und einer Seligen mit Namen Teresa gewidmet sind. Das erste Fenster links steht mit einer stilisierten Stadtansicht von Ávila für die Kirchenpatronin. Das zweite Fenster zeigt drei aufblühende Rosen als Attribut der heiligen Thérèse von Lisieux, das dritte einen Fisch und einen siebenarmigen Leuchter als Symbol für Edith Stein, deren Ordensname Teresia Benedicta vom Kreuz war. Das vierte zeigt ein Porträt von Mutter Teresa.
Neben der modernen Ausstattung finden sich auch einige Kunstwerke, die aus der alten Laurentiuskirche übertragen wurden. Am Pfeiler links vom Altarbereich befindet sich eine barocke Madonna, in der Werktagskapelle drei Tafelbilder im Nazarener-Stil vom Hochaltar der alten Kirche aus der Zeit um 1876.
Die Orgel mit 21 Registern auf zwei Manualen und Pedal wurde 2003 von Karl Göckel aus Rettigheim gebaut.